# Поцілунок вампіра: Кровні брати
Поцілунок вампіра. Кровні брати (англ. Kiss of the Vampire. Blood brothers) — містично-ґотична манґа, намальована манґакою Елен Шрейбер.

## Сюжет
Рейвен Медісон — незвичайна дівчина з маленького міста Дальсвілль. Вишукана чорна помада, чорний лак для нігтів та прогулянки кладовищем — ось її вподобання, найбільше ж бажання — зустрічатися зі справжнім вампіром!
І ось мрія нарешті збулася — дівчина проводить усі вечори з чарівним безсмертним Александром. Під час однієї з таких прогулянок по кладовищу вони знаходять 4 підозрілі труни та іграшку, яка колись належала… Що все це значить? Перед закоханими постає багато питань, на які потрібно знайти відповіді…

## Персонажі
- Рейвен Медісон — неформальна готична дівчина з маленького міста Дальсвілль.
- Александр — безсмертний вампір.